# Muzea na Malcie

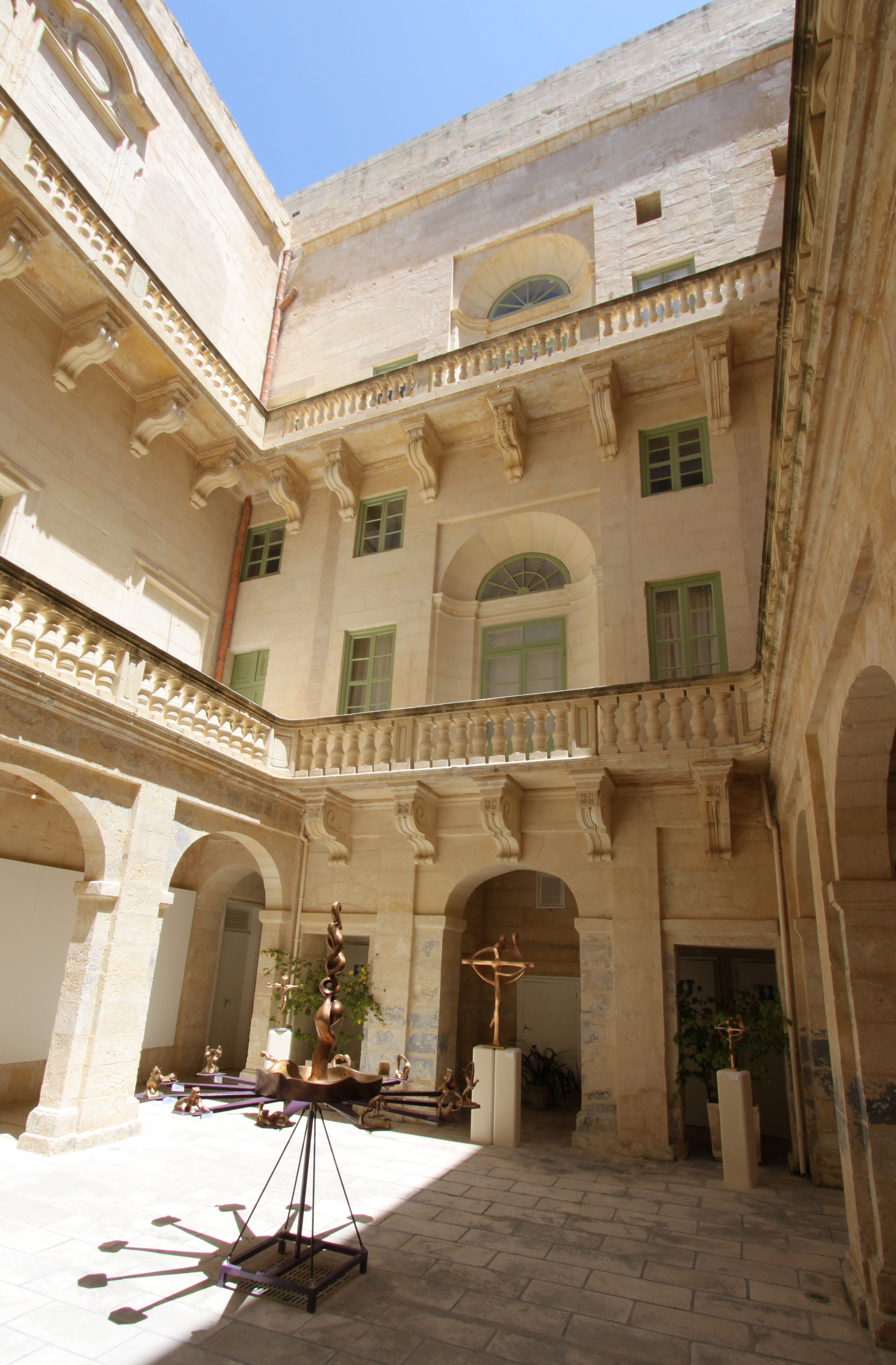
Dziedziniec Narodowego Muzeum Sztuk Pięknych.

To jest lista muzeów na Malcie (stan na 8 września 2018).
- Casa Bernard
- Casa Rocca Piccola
- Castello Dei Baroni
- Domvs Romana
- Esplora
- Fortifications Interpretation Centre
- Fort Rinella
- Għar Dalam
- Gran Castello Historic House
- Lascaris War Rooms
- Muzeum Archeologiczne
- Muzeum Archeologii Gozo
- Muzeum Bir Mula Heritage
- Muzeum Bożego Narodzenia w Valletcie
- Muzeum Dzieciątka Jezus w Birkirkarze
- Muzeum Etnograficzne
- Muzeum Folklorystyczne w Għarb
- Muzeum Handlu w Mdinie
- Muzeum Historii Naturalnej
- Muzeum Historii Naturalnej Gozo(inne języki)
- Muzeum Il-Ħaġar w Victorii
- Muzeum Katedralne w Mdinie
- Muzeum Katedralne w Valletcie
- Muzeum Klasycznych Samochodów na Malcie
- Muzeum Lotnictwa Malty(inne języki)
- Muzeum Malta podczas wojny(inne języki)
- Muzeum Morskie Malty
- Muzeum Poczty Malty
- Muzeum Sanktuarium w Żabbar
- Muzeum Sztuk Pięknych
- Muzeum Tempra w Mġarr
- Muzeum Tunnara
- Muzeum Wignacourta w Rabacie
- Muzeum Zabawek w Valletcie
- Muzeum Zabawek w Xagħra
- Narodowe Muzeum Wojny
- Palazzo Falson
- Palazzo Parisio
- Saluting Battery
- Stare Więzienie
- Wiatrak Ta' Kola
- Wieża Wignacourt
- Zbrojownia Pałacowa